# Echiel Tschlenow

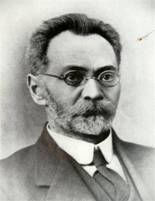
Godfrey Rampling

Echiel Wolfowitsch Tschlenow (auch Jechiel; * 1864 in Krementschuk; † 31. Januar 1918 in London) war Arzt in Moskau und einer der Führer der russischen Zionisten. Er war der zweite Vorsitzende des Engeren Aktionskomitees und 1911–1914 der eigentliche Führer der Zionistischen Weltorganisation.

## Leben
Noch vor Entstehen der Chowewe Zion-Bewegung hatte er, gemeinsam mit Ussischkin, A. D. Idelsohn, Rabbiner Mase und anderen, den ersten palästinophil-akademischen Verein Bne Zion in Moskau geschaffen, dessen Vorsitzender er wurde. Erst nach dem ersten Zionistenkongress trat er der Bewegung bei, stand dann aber sofort an der Spitze der bedeutenden russischen Organisation und entfaltete eine weit ausgedehnte propagandistische und organisatorische Tätigkeit.
Im Oktober 1902	leitete Tschlenow die erstmals von Innenminister Plehwe genehmigte allgemeine Landeskonferenz der russischen Zionisten in Minsk (die zweite Konferenz der russischen Zionisten) mit mehr als 400 Teilnehmern und Tausenden von Gästen. Es bildeten sich zwei Schwerpunkte heraus: 1. die Organisationsfrage (erstes Auftreten der Demokratisch-Zionistischen Fraktion als geschlossener Organisation, geleitet von Motzkin und Weizmann); 2. die Kulturfrage (groß angelegtes Referat von Achad Haam über nationale Kulturarbeit).
Echiel Tschlenow war von den russischen Mitgliedern des Großen Aktionskomitees der Einzige, der schon auf der Sitzung am 21. August 1903 unmittelbar vor dem 6. Zionistenkongress den Uganda-Plan gänzlich ablehnte (während Bernstein-Kohan erklärt hatte, dass die russischen Juden in der bestehenden Lage bereit seien, sogar in die Hölle auszuwandern), ein scharfer Gegner des Uganda-Projektes blieb, sich an die Spitze der Zijone Zion setzte und stattdessen die praktische Kolonisation in Erez Israel befürwortete.
Nach dem 7. Zionistenkongress übernahm Tschlenow mit großem Erfolg die Verwaltung des jüdischen Nationalfonds in Russland. Von 1913 bis zu seinem Tod war Tschlenow Mitglied des Engeren Aktionskomitees der Weltorganisation. Nach seiner Wahl auf dem 11. Zionistenkongress 1913 in Wien verzichtete er auf seine gut gehende Arztpraxis in Moskau, ließ seine Familie zurück, die Russland nicht verlassen konnte, und übersiedelte nach Berlin, wo sich die Arbeit der zionistischen Leitung konzentriert hatte. Kriegsbedingt hielt er sich dann in Kopenhagen, London und Paris auf, bevor er wieder nach Moskau zurückkehrte, erneut an die Spitze der russischen Zionisten trat und sich für die Einberufung eines allgemein-jüdischen Kongresses in Russland einsetzte. 
Seit Oktober 1917 hielt er sich in London auf, wo sich mittlerweile das zionistische Zentrum gebildet hatte, und nahm noch an den Verhandlungen mit der britischen Regierung über die Errichtung der nationalen jüdischen Heimstätte teil, bevor ihn der Tod aus seiner Arbeit riss.

## Werke (Auswahl)
- Palästina oder ein anderes Land, Berlin 1906
- Die Entwicklung des politischen Zionismus und die Aufgaben des gegenwärtigen Augenblicks, Petersburg 1907 (russisch)
- Der Jüdische Nationalfonds, seine Tätigkeit in der Vergangenheit und in der nächsten Zukunft, Moskau 1909 (russisch)
- Fünf Jahre der Arbeit in Palästina, Berlin 1913
- Der Krieg, die russische Revolution und der Zionismus, Kopenhagen 1916